# Palearctia
Palearctia is een geslacht van vlinders van de familie spinneruilen (Erebidae), uit de onderfamilie Arctiinae.

## Soorten
- P. buraetica Bang-Haas, 1927
- P. erschoffi Alphéraky, 1882
- P. glaphyra Evans, 1843
- P. kashmirica Ferguson, 1985
- P. kindermanni Staudinger, 1867
- P. ladakensis Bang-Haas, 1927